# Cecilie Uttrup Ludwig
Cecilie Uttrup Ludwig (Frederiksberg, 23 de agosto de 1995) é uma ciclista profissional dinamarquesa que desde 2020 corre na equipa FDJ Nouvelle Aquitaine Futuroscope.

## Trajectória desportiva
Começou destacando no seu país desde 2008, ainda que sem vitórias, pelo que conseguiu ser seleccionada para os Campeonatos Mundiais Juvenis de 2012 e 2013 obtendo notáveis resultados: 2.ª contrarrelógio e 8.ª em estrada em 2012, e 12.ª contrarrelógio e 16.ª em estrada em 2013.
Isso propiciou que alinhasse pela equipa profissional do seu país do Rytger pelo que pôde disputar um calendário internacional com regularidade e ademais também começou a ser seleccionada pela selecção do seu país para várias carreiras profissionais internacionais. Em 2016 correu pela BMS-BIRN, também equipa profissional do seu país, no qual se fez com o Campeonato da Dinamarca Contrarrelógio. Numa dessas convocações com a selecção em 2016 conseguiu fazer-se com o Tour de Feminin-O cenu Ceskeho Svycarska depois de superar ao grupo principal em poucos segundos nas 2 etapas que ganhou. Essa vitória propiciou o seu contrato pela Cervélo-Bigla para 2017 com o que pôde adiantar a sua estreia no trio de carreiras da África do Sul disputadas em novembro de 2016 -nas que foi top-20 nas três-. Em 2017 fez-se com a Setmana Ciclista Valenciana além de outros resultados destacados em carreiras de grande nível.

## Palmarés
2016
- Campeonato da Dinamarca Contrarrelógio
- Tour de Feminin-Ou cenu Českého Švýcarska, mais 2 etapas

2017
- Setmana Ciclista Valenciana
- Classificação das jovens no Giro d'Italia Feminino
- Campeonato da Dinamarca Contrarrelógio
- 2.ª no Campeonato Europeu Contrarrelógio sub-23
- UCI World Tour Feminino Sub-23

2018
- Campeonato da Dinamarca Contrarrelógio

2019
- Grande Prêmio de Plumelec-Morbihan Feminino

## Resultados em Grandes Voltas e Campeonatos do Mundo
Durante a sua carreira desportiva tem conseguido os seguintes postos nas Grandes Voltas femininas e nos Campeonatos do Mundo em estrada:
| Carreira               | 2014 | 2015 | 2016 | 2017 | 2018 | 2019 |
| ---------------------- | ---- | ---- | ---- | ---- | ---- | ---- |
| Giro d'Italia          | -    | -    | -    | 16ª  | 6ª   | 14ª  |
| Tour de l'Aude         | X    | X    | X    | X    | X    | X    |
| Grande Boucle          | X    | X    | X    | X    | X    | X    |
| Mundial em Estrada     | -    | -    | 62ª  | 38ª  | 23ª  | 30ª  |
| Mundial Contrarrelógio | -    | -    | 20ª  | 10ª  | 18ª  | -    |

-: não participa

X: edições não celebradas

## Equipas
- Team Rytger (2014-2015)[4]
- Team BMS-BIRN (2016)[5]
- Bigla (2017-09.2019)
  - Cervélo-Bigla Pro Cycling Team (2017-2018)
  - Bigla Pro Cycling Team (01.2019-09.2019)
- FDJ Nouvelle Aquitaine Futuroscope[6] (2020)